# 英國鐵路395型電力動車組

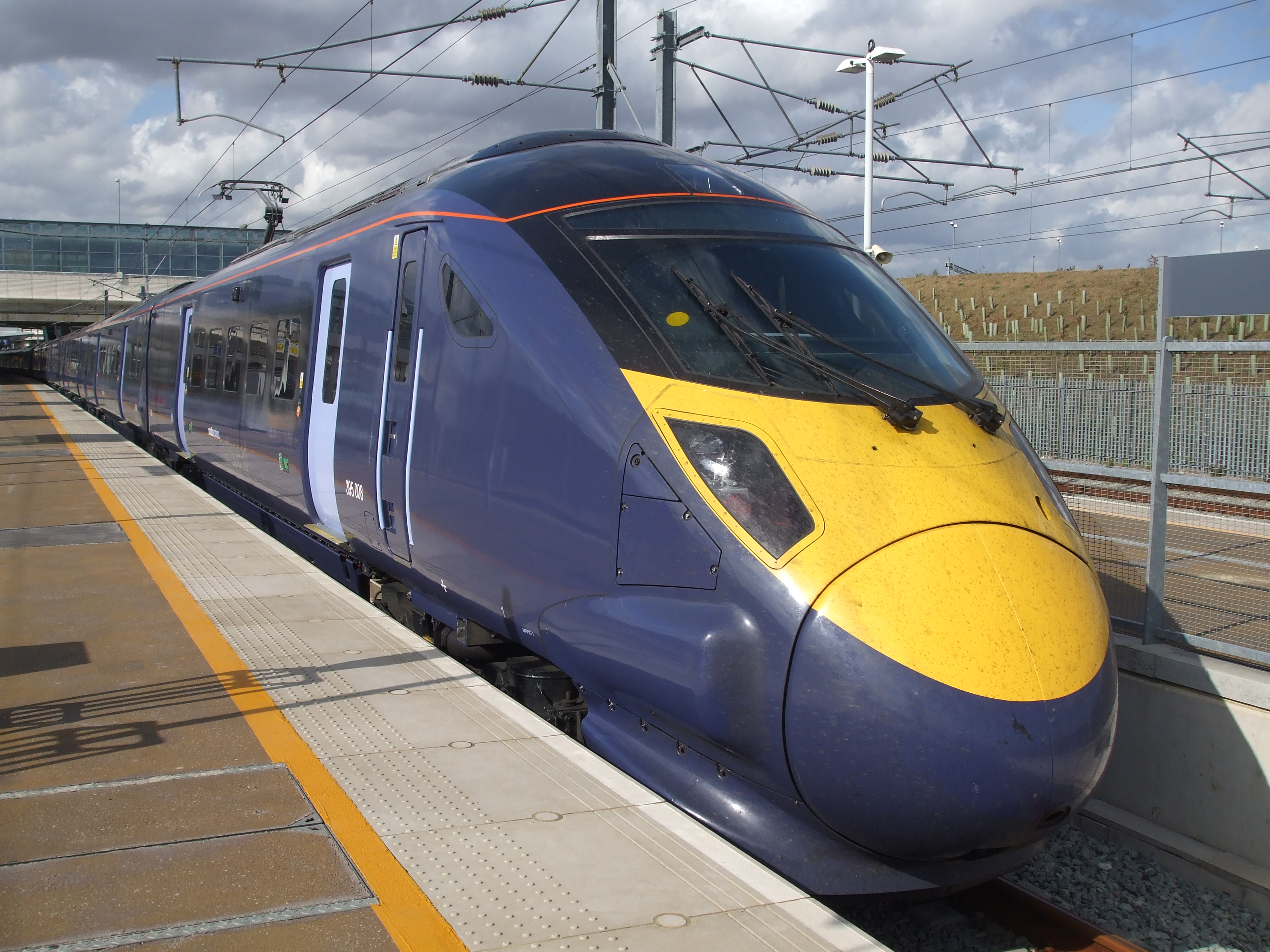
停靠在艾贝斯费特国际车站的395型動車組

英國鐵路395型（British Rail Class 395）是英國東南鐵路公司（Southeastern）所使用的一款电力动车组，主要作為倫敦至英法隧道英國端出口之間的1號高速鐵路（High Speed 1, HS1，正式名稱為「海峽隧道連結鐵路」，Channel Tunnel Rail Link, CTRL）高速鐵路線的營運車輛，以及來往2012年夏季奧運會場的「奧運標槍」（Olympic Javelin）接駁路線。
這些電力動車組由日本日立製作所負責製造，使用日立A-Train技術。配合英國既有路線本身狹小的淨空，所以使用日立所製造的885系車體為基礎，裝配新幹線的動力轉向架，搭載TGV的號誌系統TVM430、法國既有線的KVB以及英國的AWS信號系統（因此本系列列車為英國第一款，以及至今唯一一款使用法國信號系統的非過境列車）。首批列車車廂已於2007年8月23日由日本運抵英國，其中首四組列車會在8月交予Serco集團進行測試，其餘列車預計會於2008年至2009年陸續運抵。東南鐵路預計會於2009年12月起提供高速鐵路服務，列車最高時速為140英里（225公里）。車輛維護工作由肯特Ashford及Ramsgate兩個車廠負責，擁有者為Eversholt鐵路集團（前匯豐銀行鐵路），以租賃方式供東南鐵路公司使用。

## 外部連結
- 首批車廂抵英圖片 (Southeastern) （英文）